# Ariadna Gutiérrez
Ariadna María Gutiérrez Arévalo, née le 25 décembre 1993 à Sincelejo (Colombie) est une mannequin et actrice colombienne. 
Elle a été élue successivement Miss Sucre 2014, Miss Colombie 2014, puis 1re dauphine de Miss Univers 2015.

## Biographie
Ariadna Gutiérrez naît le 25 décembre 1993 à Sincelejo, en Colombie. Elle étudie au lycée allemand de Barranquilla où elle apprend à parler couramment l'espagnol, l'allemand et l'anglais. En 2013, elle ne peut se présenter au concours de Miss Colombie à cause de ses engagements pris en tant que mannequin qui entrent en conflit avec les exigences du concours. Pour la première fois, le département de Sucre, qu'elle devait représenter, est absent à l'élection de Miss Colombie.
En 2018 elle participe à la première saison de Celebrity Big Brother sur CBS.

## Miss Colombie 2014 - 2015
Elle est  élue Miss Colombie 2014 le 17 novembre 2014, à Carthagène des Indes en tant que représentante du département de Sucre,. Elle reçoit la couronne de la part de Paulina Vega, la précédente Miss Colombie. À cette occasion, elle devient la première représentante du Sucre à remporter ce concours.

## Concours de Miss Univers 2015
Le 20 décembre 2015, à Las Vegas, Ariadna Gutiérrez est l'une des candidates à l'élection de Miss Univers. L'humoriste américain Steve Harvey, qui anime la soirée, commet une erreur en la déclarant vainqueur, avant de se reprendre quelques instants plus tard en indiquant la victoire de Miss Philippines, le mannequin Pia Alonzo Wurtzbach. La Colombienne, Paulina Vega, Miss Univers 2014, a alors la tâche délicate de reprendre la couronne à l'une pour la poser sur la tête de l'autre. Cette bourde, dont Harvey assume « l'entière responsabilité », serait due à une mauvaise conception du carton de résultats, le nom de la gagnante apparaissant en bas à droite, après les noms des deux dauphines.